# Palpatine
Sheev Palpatine vagy Darth Sidious, később Uralkodó, vagy Palpatine császár egy kitalált szereplő George Lucas Csillagok háborúja univerzumában, a Galaktikus Birodalom császára. Az eredeti trilógiában először A Birodalom visszavág című epizódban szerepelt, majd A jedi visszatérben már lényegesen több szerepet kapott. Itt idős, ráncos és sápadt bőrű császárként láthatjuk, aki csak bot segítségével tud járni. Palpatine felemelkedése az előzmény trilógiában került kitárgyalásra, miszerint hogyan vált Galaktikus Köztársaság demokratikusan megválasztott vezetőjéből a későbbi Birodalom diktátora.
Palpatine a legfőbb gonosz a történetben. A Naboo bolygón született, 82 évvel az Egy új remény című epizód cselekménye előtt. Padmé Amidala uralkodása idején ő töltötte be a bolygó szenátori tisztségét. A Köztársaság egyik kulcspolitikusa volt, aki a békét és a demokráciát képviselte. Palpatine valójában a gonosz Darth Sidious, egy Sith Nagyúr, aki az Erő sötét oldalából meríti erejét. A mestere Darth Plagueis volt. A tanítványai Darth Maul, Dooku gróf (Darth Tyranus), és Darth Vader voltak. A Köztársaságon eluralkodó értékválságot és széthúzást kihasználva Darth Sidious teremtette meg a szeparatista fenyegetést és eszközölte ki a galaxist polgárháborúba taszító klónháború kirobbanását. Főkancellári tisztségét kihasználva pedig – látszólag a szeparatista fenyegetés kényszere alatt – a Köztársaságot militarizálta rendkívüli törvényekkel és a klónhadsereg felállításával, magának pedig teljhatalmat szavaztatott meg. A klónháború idején mindenkit manipulálni próbált, hogy félreállítsa a Jediket, és létrehozhassa a totalitárius Galaktikus Birodalmat.
George Lucas a IV-VI. részhez írt forgatókönyvek kezdeti változatában egy dörzsölt, ugyanakkor gyenge politikusként határozza meg Palpatine-t, akit valójában Tarkin kormányzó irányít. Az elkészült, végleges történetben bizonyos értelemben az ördög megfelelője, és nemcsak a filmekben, hanem számos kultúrában, különösen az Amerikai Egyesült Államokban.

## Neve
Palpatine eredeti nevét először a Disney bővített univerzumában, James Luceno 2014-ben megjelent "Tarkin" című könyvében olvashattuk. A Sheev, mint keresztnév, itt bukkant fel először.

## Feltűnései
|  | Alább a cselekmény részletei következnek! |

Palpatine az egyik legfontosabb szereplője a Csillagok háborúja filmeknek. A IV. Egy új remény című epizód (habár megemlítik) és a folytatás-trilógia első két részének kivételével valamennyi epizódban feltűnik.

### Baljós árnyak
Az előzmény-trilógia legelső részében Palpatine egy középkorú politikus, a békés Naboo bolygó szenátoraként mutatkozik. A galaxis kereskedelmi útvonalainak megadóztatása miatt elégedetlen Kereskedelmi Szövetség kapzsiságát kihasználva Darth Sidious Sith Nagyúr álcája alatt lepaktál a kereskedőkkel, akik utasításait követve blokád alá veszik a bolygót. A Köztársaság élén álló Valorum Főkancellár két Jedi lovagot (Qui-Gon Jinn mester és tanítványa, Obi-Wan Kenobi) küld a konfliktus megoldására. Sidious parancsait követve a kereskedelmiek kísérletet tesznek a Jedik meggyilkolására, majd megszállják a Naboo-t, foglyul ejtve annak fiatal királynőjét, Amidalát. A merényletet túlélő Jedik azonban kiszabadítják utóbbit, és a Köztársaság központjaként funkcionáló Coruscantra menekítik – ide velük tart az idő közben felfedezett fiatal fiú, Anakin Skywalker is, akiről Jinn mester úgy hiszi, hogy személyében megtalálta az Erő Kiválasztottját, aki egyensúlyt hoz majd az univerzumba. Naboo királynője Coruscanton a szenátus segítségét kéri az invázió ellen, azonban csalódnia kell: ahogyan azt Palpatine korábban megjósolta, a jóindulatú Valorum képtelen cselekedni a Köztársaságot megbénító korrupció és bürokrata befolyás miatt. Amidala Palpatine tanácsára bizalmatlansági indítványt kezdeményez a Főkancellár ellen, amelynek következtében a szenátus Palpatine-t választja meg annak utódjául. Palpatine így sikeresen magához ragadja a galaxis vezetői tisztségét.

### A klónok támadása
A második rész eseményei alatt Palpatine már közel 10 éve tevékenykedik Főkancellárként, legfőbb feladatának pedig -látszólag- azt tekinti, hogy megakadályozza a Köztársaság kettészakadását. Az egykori Jedi lovag, Dooku gróf ugyanis egyre több csillagrendszert nyer meg az ún. Független Rendszerek Konföderációjának. Ezek mellett a lassan Jedi lovaggá érő Anakin Skywalker bizalmát is elnyerte, táplálva annak forrófejűségét és önbizalmát.
Miután egy, az uralkodói évei után népét szenátorként tovább szolgáló Padmé Amidala elleni merénylet ügyében nyomozó Obi-Wan Kenobi egy fejvadász nyomában járva a Geonosis bolygóra érkezik, kideríti, hogy Független Rendszerek Konföderációja és Dooku áll a szenátor elleni merénylet mögött. Arra is fényt derít, hogy a szövetsét titkos droidhadsereget épít, hogy sakkban tarthassa a Köztársaságot. Obi-Wan fogságba esik, de még idejében figyelmezteti a szenátust.
A helyzetre való tekintettel a szenátus teljhatalommal ruházza fel Palpatine-t, aki elrendeli egy ütőképes állandó hadsereg felállítását a Köztársaság védelmében. Az említett hadsereg létrehozása valójában már 10 évvel ezelőtt kezdetét vette: a titokzatos Kamino bolygón Darth Tyranus megbízásából egy korszerű, magasan képzett klónhadsereg már csak a megfelelő parancsokra vár.
A hadsereg hamarosan ki is száll a Geonosisra a Kenobi, és a kiszabadítására érkező, de szintén fogságba esett Skywalker és Amidala szenátor megmentésére, akiket kémkedés ürügyén akartak kivégezni. A film végén láthatjuk, hogy a Coruscantra érkező Dooku gróf – azaz sith nevén Darth Tyranus – elégedetten jelenti Darth Sidiousnak, hogy a polgárháború terveiknek megfelelően kezdetét vette. Később a sith nagyúr Palpatine Főkancellárként személyesen felügyeli a klón légiók hadba indulását.

### A Sith-ek bosszúja
A harmadik epizódban Anakin Skywalker és mestere, Obi-Wan Kenobi Palpatine Főkancellár megmentésére érkezik, akit a Szakadárok tábornoka, Grievous tart fogva. Utóbbi zászlóshajóján Skywalker megküzd Dooku gróffal, aki az előző rész végén lemetszette a fél karját. Miután Anakin a gróf mindkét kezét levágja és így harcképtelenné teszi, Palpatine arra biztatja, végezzen ellenfelével, amit a fiatal Jedi némi vívódás után meg is tesz. Palpatine a tettet szükséges lépésként jellemzi, noha az szembe megy a Jedi lovagok alapelveivel, miszerint nem gyilkolhatnak meg legyőzött ellenfelet.
Coruscantra visszatérve Palpatine elrendeli Grievous tábornok mielőbbi semlegesítését, amit követően hajlandónak mutatkozik lemondani a szenátus által ráruházott kivételes jogairól. Ekkorra a Jedi Rendet már kifejezetten nyugtalanítja Palpatine hatalma és megsejtik, hogy a háború végével a Főkancellár nem mond majd le egykönnyen a teljhatalomról. Arra kérik Anakint, hogy a Főkancellár közeli bizalmasaként derítse ki annak valódi szándékait. Palpatine azonban számít erre, és a saját céljainak megfelelően manipulálja Anakint és lassan a Jedi Rend ellen fordítja őt. Ennek keretei közt befeketíti a Rendet, hataloméhesnek beállítva azt és azt sugallja, a Jedik és a sithek valójában nem különböznek egymástól. Továbbá a halál legyőzésének ígéretével csábítja magához a férfit: előad egy mesét egy sith mesterről, Darth Plagueis-ről, aki olyan "bölcs" volt, hogy képes volt parancsolni a halálnak. Ezzel gyakorlatilag megnyeri magának a titkos szerelme, Padmé Amidala elvesztésétől rettegő Skywalkert, akivel azonban közli, hogy ezt a képességet a Jedik nem taníthatják meg neki.
A továbbiakban Palpatine folytatja Anakin behálózását, aki, miután a Főkancellár felfedi magát előtte, mint a Jedik óta régóta keresett sith nagyúr, nem tudja, hogyan cselekedjen. Palpatine szemlátomást szinte könyörög neki, hogy használja az általa kínált képességeket, szemben a "dogmatikus" Jedi tanításokkal. Skywalker végül jelenti felfedezését a Jedi Tanácsnak, akik megkísérlik Palpatine letartóztatását. A sith nagyúr azonban könnyedén végez az elfogására érkező Jedik többségével, csupán Mace Windu mester marad talpon vele szemben. A Jedi lovag térdre kényszeríti a sithet, ám Anakin, aki képtelen elviselni Padmé elvesztésének gondolatát, szintén a helyszínre érkezik. Megpróbálja meggyőzni Windut, hogy hagyja életben Palpatine-t, aki azonban tudja, hogy a Főkancellár túlságosan is veszélyes. Csapásra emeli a fényszablyáját, Anakin azonban megakadályozza: levágja a Jedi kezét, akit Darth Sidious energiavillámaival kitaszít a főkancellári iroda ablakán, az alattuk tátongó mélybe.
Anakin, a halál legyőzéséhez szükséges tudásért cserébe Palpatine szolgálatába áll, aki arra utasítja, hogy irtsa ki a Jedi rendet annak kiskorú növendékeivel együtt, valamint, hogy végezzen a Szakadár vezetőkkel, akik jelenleg a vulkanikus Mustafar rendszerben rejtőzködnek. Sidious új tanítványának sith nevet ad: Darth Vader. Az ő parancsára létrehozott klónhadsereg katonáit pedig arra utasítja, hogy a 66-os parancs értelmében öljék meg az őket csatába vezető Jedi lovagokat.
Ezután a nép támogatását élvezve a szenátus előtt a Köztársaság árulóinak kiáltja ki a Jedi lovagokat, illetve bejelenti, hogy a Köztársaságot egy erősebb, biztonságosabb rendszerré, Galaktikus Birodalommá szervezi át. A nép mindezt üdvrivalgással fogadja.
A 66-os parancsot túlélő Obi-Wan és Yoda mester kísérletet tesz a demokrácia megmentésére: míg Kenobi megküzd egykori tanítványával a Mustafaron, Yoda a fővárosban száll szembe a sith nagyúrral. Sidious és Yoda egyenrangúnak bizonyul, ám előbbi pillanatnyi előnyt szerez, így a Jedi mester kénytelen elmenekülni. Kenobi levágja Anakin mindkét lábát és bal kezét, aki a közeli lávatenger peremére zuhan, és szemlátomást végzetes égési sérüléseket szerez. Sidious szintén a Mustafarra érkezik és elrendeli, hogy tanítványa orvosi ellátásban részesüljön: Anakin Skywalker emberi énje csaknem teljesen eltűnik, egy sötét páncél és saját gyűlöletének rabjaként kénytelen tovább élni, javarészt géppé és szörnyeteggé válva.
Palpatine látszólag együttérzőn, azonban nagyon is gúnyosan tudatja vele, hogy szerelme, Padmé Amidala időközben életét vesztette, a haláláért ráadásul Vader a felelős.
A történet végén Darth Sidious és Vader együtt figyelik a galaxist rettegésben tartó csodafegyver, a  Halálcsillag építési munkálatait.

### Csillagok háborúja – Egy új remény
Palpatine ebben az epizódban csak említőlegesen jelenik meg, mikoris Wilhuff Tarkin kormányzó tudatja a vezérkarral, hogyaz Uralkodó feloszlatta a Szenátust. Ezzel a Régi Köztársaság utolsó maradványa is eltűnt.

### A Birodalom visszavág
Darth Vader a Millennium Falcon keresése közben csillagrombolója fedélzetén kapcsolatba lép Sidioussal. A császár megosztja tanítványával aggodalmát a fiatal lázadóval, Luke Skywalkerrel kapcsolatban. Palpatine tart tőle, hogy az ifjú Skywalker legyőzheti őt és elpusztíthatja a sith-ek hatalmát, Vader azonban inkább átállítaná fiát a Sötét Oldalra, mintsem megölje őt, s ebbe a hatalmas nyereség reményében az Uralkodó is beleegyezik.
Vader a Bespin bolygóra csalja Luke-ot és megküzd vele, ennek során felfedi, hogy ő az apja, és ajánlatot tesz, hogy öljék meg az Uralkodót és uralkodjanak együtt a Galaxisban.

### A Jedi visszatér
A történet utolsó részében Palpatine császár személyesen érkezik az új Halálcsillagra, hogy felügyelje a munkálatokat, és ha eljön az ideje, megsemmisítő csapást mérjen vele a Lázadókra. Emellett Vader segítségével itt akarja áttéríteni Luke-ot az Erő Sötét Oldalára. A császár hamis információkat elhintve elhiteti a Lázadókkal, hogy a még épülőfélben lévő Halálcsillag fegyverzete működésképtelen, alkalmat adva ezzel a támadásra. A Lázadók tudomására juttatja azt is, hogy a Halálcsillag védelmi rendszerét a szomszédos Endor bolygóról táplálják; ha az ottani létesítményt kiiktatják, a Halálcsillag védtelen.
Vader, mesterével ellentétben, tudja, hogy Luke maga fog eljönni hozzá, mert hisz benne, hogy még visszatéríthető a Jó oldalra. Az Uralkodó meg van győződve róla, hogy az ifjú Jedit apja iránt érzett szánakozása és a Jó Oldalba vetett hitének megrendülése fogja elindítani a Sötét Oldalon, hogy sith-té váljon (és átvehesse Vader helyét Sidious oldalán), vagy épp a vesztébe sodorni, ha ellenáll: elküldi hát tanítványát az Endorra, hogy ott várja meg Luke-ot, majd hozza a színe elé. Luke valóban megpróbál apja lelkére beszélni, megtalálni Vader mögött Anakint, aki egykor volt, de hiába, ő már az Uralkodó bábja, engedelmeskednie kell mesterének. Luke-kal együtt visszatér a Halálcsillagra.
Eközben a Lázadók elkeseredett támadást indítanak a Birodalmi Flotta ellen; amíg Han Solo és a többiek meg nem semmisítik a Halálcsillag védelmét szolgáló bázist az Endoron. Palpatine fogadja Vadert és Luke-ot, gyűlöletet próbál szítani a fiú szívében azzal, hogy szembesíti őt tévedésével: a Halálcsillag fegyverzete tökéletesen működőképes. Ezt bizonyítva a szuperlézert kilőve hatalmas pusztítást végez a támadó Lázadók flottájában. Luke kezdetben próbál ellenállni, kordában tartani dühét, ám végül mégis kardot ránt és harcba száll Vaderrel. A Sith Nagyúr ismét ugyanúgy nézi az epikus csatát, ahogy annak idején Anakinét és Dookuét, csak ezúttal Luke a kiszemelt célpont, most őt buzdítja apja ellen. A párbaj végén dühe teljében lévő Luke legyőzi és harcképtelenné teszi Vadert, Palpatine pedig biztatja a kegyelemdöfésre, ám az ifjú Jedi lovag elutasítja a Sötét Oldalt és elhajítja fénykardját. Luke nem hajlandó végezni lefegyverzett apjával, és ha ez az ő halálával is jár, felvállalja. A csalódott Sidious féktelen haragjában az Erő Sötét villámaival kis híján megöli a fiatal Skywalkert, amikor Vader (látva fia kínzását és hogy mit tett érte) visszatér a Jó Oldalra és mestere ellen szegül. Bedobja Palpatine-t egy aknába, aki lezuhan, és látszólag (noha a Star Wars megalkotója, George Lucas elmondása és elképzelései szerint véglegesen) meghal.
Luke a hangár felé menekül apjával, Vader (aki immár ismét Anakin Skywalker) azonban belehal sebesüléseibe, mielőtt elhagyhatnák a pusztuló űrbázist: utolsó kívánságára Luke leveszi sisakját, hogy szabadon nézhessen a fiára, mielőtt meghal. Luke-nak sikerül elhagynia a Halálcsillagot, mielőtt az felrobban. Így ért véget a Birodalom, és Palpatine uralma. A film felújított változatának záró jeleneteinek egyike azt mutatja, amint Palpatine monumentális szobra a Coruscanton lévő Uralkodói Palota előtt, ledől.

### Skywalker kora
30 évvel az Endori csata után Palpatine az erő sötét oldala által egy félig ép testben, amit gépek tartanak életben elérkezettnek látja az időt, hogy újra az uralma alá hajtsa a galaxist. Mesterségesen megalkotja Snoke-ot aki azt a feladatot kapja, hogy állítsa fel a Birodalom maradványaiból az Első rendet mint egy elterelésként amíg az Ismeretlen Régiókban az Exegolon elkészül a Végső rend flottája. Kiadja egy Jedi vadásznak, hogy kutassa fel az unokáját Reyt és hozza el neki. Reyt a szülei a Jakkun rejtik el. A vadász megöli Rey szüleit.
Palpatine parancsba adja Snoke-nak hogy állítsa át Ben Solot a sötét oldalra és pusztítsa el az új Jedi rendet. Ben Solo végül Kylo Ren lesz. Palpatine megszállja Kylo elméjét aki azt hiszi régen holt nagyapjával Darth Vaderrel vette fel a kapcsolatot.
Snoke halála után Palpatine üzenetet küld a galaxisba, hogy visszatért és a Végső rend elsöpri a szabad világokat ha nem hódolnak be. Igazi szándéka azonban hogy az unokája fiatal és erővel teli testében élhessen tovább úgy mint ahogy a többi sith benne él. Elszívja Rey és Ben életerejét és újra emberibb alakban tud létezni. Azonban Rey felveszi a kapcsolatot a régi halott Jedi mesterekkel és szembeszáll Palpatine-nal. Palpatine erővillámait visszaverve Rey legyőzi az Uralkodót és vele együtt a sitheket. Palpatine végleg elporlad és a követőire ráomlik a sith templom. Az Első rend flottája ellen fellázadnak a galaxisban az újonnan felállított Végső rend flottája pedig elpusztul az Exegolon.

## Magyar hangja

### Filmek

#### Előzmény trilógia
Az Előzmény trilógia mind a három részében (Baljós árnyak, A klónok támadása, A Sithek bosszúja) Gruber Hugó adta hangját a karakternek. Érdekesség, hogy Darth Sidious karakterét Melis Gábor szinkronizálta a Baljós árnyakban, hogy a nézők ne jöjjenek rá, hogy ő Palpatine – igaz, a film végén erre egyértelmű utalás történik.

#### Eredeti trilógia
Az eredeti trilógiának három szinkronja készült. A trilógia elsőrészében, az Egy új reményben, csupán említést tesznek róla, nem szerepel. A következő rész, A Birodalom visszavág első változatában (1981) Versényi László, a másodikban (1995) Antal László és a harmadikban (1997) Reviczky Gábor szólaltatta meg. A trilógia befejező részében, A Jedi visszatérben először (1992-3) Gruber Hugó, a másodikban (1995) és a harmadikban (1997), Reviczky Gábor kölcsönözte a hangját.

#### Folytatás trilógia
A Folytatás trilógia befejező részében (Skywalker kora) ismét Reviczky Gábor szólaltatta meg a karaktert.

### Élőszereplős sorozatok

#### Obi-Wan Kenobi (2022)
A Sithek bosszúja és az Egy új remény között játszódó 1 évados limitált sorozatban Reviczky Gábor szólaltatta meg.

### Animációs filmek, sorozatok

#### Klónok háborúja (2003–2005)
A klónok támadása és a A Sithek bosszúja között játszódó 3 évados rajzfilm-sorozatban – melyet 2003 és 2005 közt vetítettek – Gruber Hugó szólaltatta meg a karaktert.

#### A klónok háborúja (2008)
A 2008-ban bemutatott animációs filmben, szintén Gruber Hugó szinkronizálta.

#### A klónok háborúja (2008–2014, 2020)
Az első évadban Gruber Hugó, majd a második évadtól már Szélyes Imre volt egészen a hatodik évadig (az utolsó, hetedik évadban nem szerepel).

#### Lázadók (2014–2018)
A A Sithek bosszúja és az Egy új remény közt játszódó sorozatban, a második évadban Forgács Gábor, míg a negyedikben Szélyes Imre szinkronizálja a karaktert.

#### A Rossz Osztag (2021–)
A Sithek bosszúja után játszódó sorozatban Reviczky Gábor szinkronizálja a karaktert.

#### Jedihistóriák (2022)
Az előzmény trilógia idején játszódó sorozatban Reviczky Gábor szinkronizálja a karaktert.